# Francesca Leonardi
Francesca Leonardi (* 1957 in Rom) ist eine italienische Filmregisseurin.
Leonardi ist diplomierte Kamerafrau und arbeitet seit Beginn der 1980er Jahre für das italienische Fernsehen, wo sie hauptsächlich für Musikvideos und Jingles wirkte. 1987 legte sie ihren einzigen Spielfilm vor, den sie auch schrieb, La rosa bianca, der beim Festival „Film-Maker“ in Mailand uraufgeführt wurde.

## Filmografie
- 1987: La rosa bianca